# Melodinus acutiflorus
Melodinus acutiflorus är en oleanderväxtart som beskrevs av Ferdinand von Mueller. Melodinus acutiflorus ingår i släktet Melodinus och familjen oleanderväxter. Inga underarter finns listade i Catalogue of Life.